# Família dos violinos
Família dos violinos é a denominação para um grupo de instrumentos musicais que passaram a ser construídos na Itália, no fim do século XVII.
São instrumentos de semelhante construção e sonoridade, mas adaptados a extensões diferentes entre os sons graves e agudos. Compõem esta família de instrumentos o violino, a viola, o violoncelo e o contrabaixo.
Os construtores que deram forma a esta família de instrumentos foram os Amati, os Guarnieri e, principalmente, os Stradivari - todos de Cremona. Foi com seu uso em obras de Corelli e Vivaldi que esta família de instrumentos se consolidou como a base da orquestra moderna, em substituição à antiga família das violas.